# Ullava kyrkoby
Ullava är en kommunhuvudort i Finland.   Den ligger i den ekonomiska regionen  Karleby  och landskapet Mellersta Österbotten, i den centrala delen av landet, 400 km norr om huvudstaden Helsingfors. Ullava ligger 124 meter över havet och antalet invånare är 1 048.
Terrängen runt Ullava är platt. Runt Ullava är det mycket glesbefolkat, med 5 invånare per kvadratkilometer. Närmaste större samhälle är Halso, 15,4 km söder om Ullava. I omgivningarna runt Ullava växer i huvudsak blandskog.